# Chondropsis macropsamma
Chondropsis macropsamma är en svampdjursart som först beskrevs av Lendenfeld 1888.  Chondropsis macropsamma ingår i släktet Chondropsis och familjen Chondropsidae. Inga underarter finns listade i Catalogue of Life.